# Hakucho
Hakucho (Japans voor zwaan) was een onbemande Japanse ruimtevlucht uit 1979. Missiedoel was onderzoek naar kosmische röntgenstraling. Deze kunstmatige satelliet werd oorspronkelijk CORSA-B genoemd, aangezien de lancering van zijn voorganger CORSA mislukte. Pas nadat deze lancering voorspoedig verliep, doopte men het Hakucho. Opdrachtgever was het Institute of Space and Aeronautical Science (ISAS) van de Universiteit van Tokio, dat later opging in het Japan Aerospace Exploration Agency.

## Opbouw
Hakucho had een octagonale vorm. De ene kant was plat, de andere zijde liep piramidevormig toe. Het vaartuig had een massa van 96 kg, een maximum diameter van 80 cm en een hoogte van 65 cm. Het draaide met vijf tot acht omwentelingen per minuut om zijn as. Standaard omwentelingstijd bedroeg 12 sec. De asrichting kon middels magneetkoppel worden gewijzigd. Die methode bood uitkomst voor kleine, goedkope satellieten door een zuinig energieverbruik, laag gewicht en redelijke betrouwbaarheid. Japan ontbeerde de mogelijkheid om zelfstandig zware satellieten omhoog te schieten. De maximaal nuttige lading van de M-3C draagraket bedroeg 195 kg in een lage baan.
Deze satelliet was uitgerust met elf röntgenstralingsmeters. Zeven daarvan hadden een blikveld langs de rotatie-as. De andere vier (met een blikveld loodrecht op de rotatie-as) zochten een groter gebied af. De verzamelde gegevens kon Hakucho direct doorzenden of opslaan op een datarecorder. De stralingsmeters namen ongeveer een derde van de totale massa voor hun rekening. De hoek tussen rotatie-as en de zon varieerde tussen 125° en 150°.

## Missieverloop
Hakucho werd gelanceerd op 21 februari 1979 met een M-3C draagraket vanaf lanceerbasis Uchinoura. De kunstmaan bereikte een praktisch cirkelvormige baan met een apogeum van 433 km, een perigeum van 421 km met een inclinatie van 29,9° bij een excentriciteit van 0,00088. De omlooptijd bedroeg ruim anderhalf uur (93,1 minuten). Na enige dagen testen nam het wetenschappelijk deel van de missie op 27 februari een aanvang; het toestel functioneerde uitstekend.
Hakucho ontdekte acht nieuwe objecten die röntgenflitsen uitzonden en onderzocht onder meer röntgenpulsars. Gedurende twee jaar verrichtte Hakucho gecombineerde waarnemingen met het Einstein Observatory. Het instrumentarium van Hakucho vormde een aanvulling op dat van Einstein Observatory. Vanaf 1983 combineerde Hakucho zijn observaties tevens met die van Tenma, de tweede Japanse röntgensatelliet. Röntgenastronomen waren zeer te spreken over de prestaties van deze kleine kunstmaan.
Op 15 april 1985 viel Hakucho terug in de dampkring en verbrandde.